# Cnissostages
Cnissostages é um gênero de mariposa pertencente à família Acrolophidae.